# Christian Vitta
Christian Vitta (* 25. Dezember 1972 in Preonzo) ist ein Schweizer Politiker (FDP).

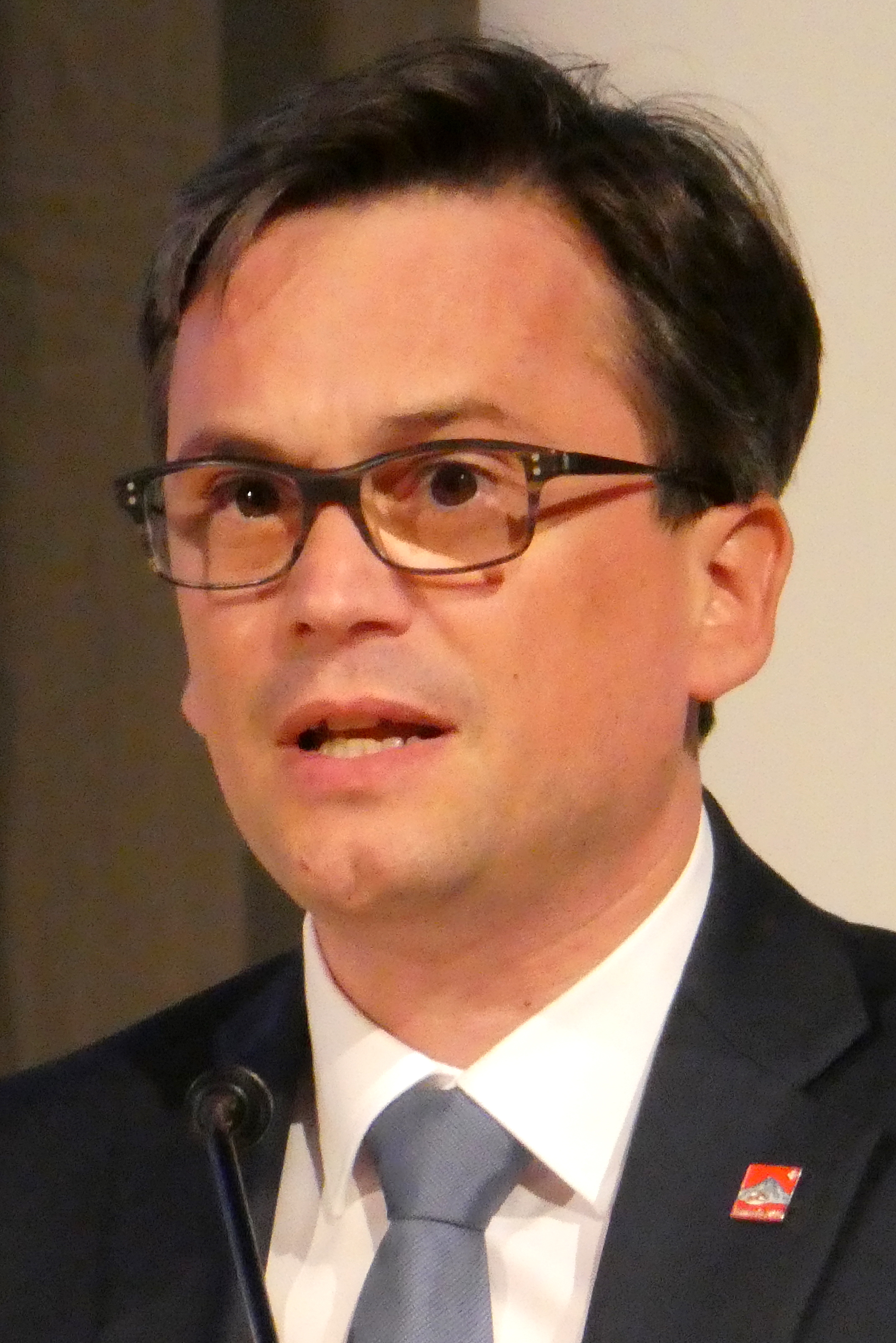
Christian Vitta (2016)

## Biografie
Vitta absolvierte ein Studium der Wirtschaftswissenschaften an der Universität Freiburg (Schweiz). Im Jahr 2001 wurde er promoviert. Er war Assistent an der wirtschaftswissenschaftlichen Fakultät der Università della Svizzera italiana und Forscher am Institut für Wirtschaftsforschung.
Im Jahr 1996 wurde er in den Gemeinderat von Sant’Antonino und im Jahr 2000 zum Gemeindepräsidenten dieser Gemeinde gewählt, ein Amt, das er bis April 2015 innehatte. Im Jahr 2001 wurde er in den Grossen Rat des Kantons Tessin gewählt, wo er bis 2015 blieb. Ab 2007 war er Fraktionsvorsitzender der FDP und ab 2012 Präsident der Verwaltungs- und Finanzkommission.
Im April 2015 wurde er in den Tessiner Staatsrat, die Kantonsregierung, gewählt, wo er die Direktion (das Ministerium) der Finanzen und Wirtschaft übernahm. Im Legislaturjahr 2019/2020 war er Staatsratspräsident, 2024/25 übt er diese Funktion erneut aus. Er ist überdies Mitglied des Bankrats der Schweizerischen Nationalbank und Vizepräsident der FDP Schweiz.

## Schriften
- Das Berggebiet ist auch ein Wirtschaftsstandort. In: Volkwirtschaft. 2. März 2021.